# Whip My Hair
Whip My Hair è il singolo di debutto della cantante statunitense Willow Smith, pubblicato il 26 ottobre 2010 nel Nordamerica dall'etichetta discografica Roc Nation. La canzone è stata scritta da Janae Rockwell e Ronald "Jukebox" Jackson e prodotta da quest'ultimo.
La canzone ha ottenuto un discreto successo nei paesi anglofoni: negli Stati Uniti è entrata alla posizione numero 78 ed è salita all'undicesima la settimana successiva, vendendo 137.000 ed entrando alla quarta posizione della classifica digitale. È entrata in top 20 anche in Australia, Canada, Danimarca, Irlanda e Regno Unito. Nel video compare anche suo fratello Jaden Smith. La canzone è stata presentata nel programma televisivo The Ellen DeGeneres Show.
Nel brano la cantante fa uso dell'Auto-Tune.

## Tracce
Download digitale
1. Whip My Hair – 3:14

Download digitale (Regno Unito)
1. Whip My Hair – 3:13
2. Whip My Hair (Video) – 3:54

Download digitale - EP
1. Whip My Hair – 3:13
2. Whip My Hair (Warriorettes Mix) – 3:17
3. Whip My Hair (Video) – 3:54

CD (Germania)
1. Whip My Hair – 3:13
2. Whip My Hair (Warriorettes Mix) – 3:17

## Classifiche
| Classifica (2010) | Posizione massima |
| ----------------- | ----------------- |
| Australia         | 18                |
| Austria           | 69                |
| Belgio (Fiandre)  | 28                |
| Belgio (Vallonia) | 55                |
| Canada            | 18                |
| Danimarca         | 9                 |
| Germania          | 44                |
| Irlanda           | 11                |
| Nuova Zelanda     | 35                |
| Paesi Bassi       | 83                |
| Regno Unito       | 2                 |
| Stati Uniti       | 11                |

## Pubblicazione
| Paese       | Data            | Formato           |
| ----------- | --------------- | ----------------- |
| Stati Uniti | 26 ottobre 2010 | Download digitale |
| Regno Unito | 5 dicembre 2010 | Download digitale |
| Regno Unito | 6 dicembre 2010 | CD                |
| Germania    | 14 gennaio 2011 | CD                |